# Cymodoceaceae
Cymodoceaceae is een botanische naam, voor een familie van eenzaadlobbigen. Een familie onder deze naam wordt de laatste decennia vrij algemeen erkend door systemen voor plantentaxonomie, en ook door het APG-systeem (1998) en het APG II-systeem (2003).
De familie komt voor in subtropische en tropische gebieden, met name in het Caraïbisch gebied, de kusten van Afrika, de Indische Oceaan, de Grote Oceaan en de zeeën van China tot Oost-Australië.
De familie telt 16 soorten in 5 geslachten:
- Cymodocea
- Amphibolis
- Halodule
- Syringodium Kütz., 1860
- Thalassodendron

In het Cronquist systeem (1981) werd de familie geplaatst in de orde Najadales.